# Koserow
Koserow est une commune de l'arrondissement de Poméranie-Occidentale-Greifswald, Land de Mecklembourg-Poméranie-Occidentale.

## Géographie
La commune se situe sur l'isthme de l'île d'Usedom entre la mer Baltique et l'Achterwasser par lequel passe la Bundesstraße 111. Elle s'étend sur les pentes du Streckelsberg.

## Histoire
Koserow est mentionné pour la première fois en 1347 pour son église sous le nom de "Cuzerowe". Ce nom viendrait du slave et signifierait "merle" (Kos) ou "chèvre" (Koze).
Durant la guerre de Trente Ans, le village est pillé ; on retrouvera bien plus tard la cloche de l'église dans le Świna. Après les traités de Westphalie, le duché de Poméranie devient suédoise. Après les traités de Stockholm en 1720, l'île d'Usedom revient à la Prusse.
En 1820, les premières conserveries de salaison pour le poisson sont construites. Koserow est alors un village très pauvre. La première station balnéaire ouvre en 1853, elle est de nouveau détruite en 1857. Plusieurs tempêtes endommagent le village, notamment en 1872 et en 1875. En 1911, Koserow est relié par le rail. Durant la Seconde Guerre mondiale, la digue est détruite par le vent hivernal. Elle est reconstruite en 1993 en même temps que la commune reçoit le label de station balnéaire.

## Personnalités liées à la commune
- Wilhelm Meinhold (1797–1851), écrivain, pasteur de Koserow entre 1821 et 1827.
- Robert Musil (1880-1942), l'écrivain y passe l'été 1935, ce qui lui inspire Pêcheurs au bords de la Baltique.
- Wilhelm von Gaza (1883–1936), chirurgien.
- Otto Niemeyer-Holstein (1896–1984), peintre.
- Regine Lück (née en 1954), femme politique.
- Franka Dietzsch (née en 1968), athlète, spécialiste du lancer du disque.